# Еду (фудбалер, 1949)
Жонас Едуардо Америко (порт. Jonas Eduardo Américo; 6. август 1949), познатији као Еду, бивши је бразилски фудбалер.

## Биографија
Рођен је у Жау, држава Сао Пауло. У периоду од 1966. до 1985. играо је за Сантос, Коринтијанс, Интернасионал, Тигрес УАНЛ (у Мексику), Сао Кристовао и Насионал Фаст Клуб. Освојио је пет титула у Лиги Паулиста (1967, 1968, 1969, 1973, 1977), а освојио је награду бразилска Сребрна лопта 1971. године.
У дресу репрезентације Бразила је играо на 42 утакмице, од јуна 1966 до јуна 1976, постигао је осам голова. Био је првак света са репрезентацијом на Светском првенству 1970. у Мексику, а изабран је још у састав Бразила на Светском првенству 1966. и 1974. године. Играо је на једној утакмици 1970. и једном 1974. године. Такође када је позван на Светско првенство 1966, имао је само 16 година и 339 дана на почетку турнира, био је најмлађи играч који је икада био позван на финални турнир; међутим, није играо на том првенству.
Након завршетка играчке каријере, Еду је играо на разним турнирима и егзибиционим мечевима ветерана.

## Успеси

### Клуб
Сантос
- Лига Паулиста: 1967, 1968, 1969, 1973.
- Серија А Бразила: 1968.

Коринтијанс
- Лига Паулиста: 1977.

### Репрезентација
Бразил
- Светско првенство: 1970. Мексико.